# Dubróvnoie
|  | Per a altres significats, vegeu «Dubróvnoie (raion de Vagraixí)». |

Dubróvnoie - Дубровное (rus) - és un poble de l'óblast de Saràtov, a Rússia, segons el cens del 2010 tenia 59 habitants. Pertany al districte municipal de Volsk.